# Schleesen (Naturschutzgebiet)
Koordinaten: 52° 1′ 45″ N, 12° 22′ 22″ O
Schleesen ist ein Naturschutzgebiet in der Stadt Zerbst/Anhalt im Landkreis Anhalt-Bitterfeld in Sachsen-Anhalt.
Das Naturschutzgebiet mit dem Kennzeichen NSG 0039 ist 49,58 Hektar groß. 21,88 Hektar der Fläche sind als Totalreservat ausgewiesen und der natürlichen Entwicklung überlassen. Das Naturschutzgebiet ist Bestandteil des FFH-Gebietes „Golmengliner Forst und Schleesen im Fläming“ und auf dem Gebiet der Stadt Zerbst/Anhalt vom Landschaftsschutzgebiet „Westfläming“ sowie auf dem Gebiet der Stadt Coswig (Anhalt), an die das Naturschutzgebiet teilweise grenzt, vom Landschaftsschutzgebiet „Roßlauer Vorfläming“ umgeben. Das Gebiet steht seit dem 1. Mai 1961 unter Schutz (Datum der Verordnung: 30. März 1961). Zuständige untere Naturschutzbehörde ist der Landkreis Anhalt-Bitterfeld.
Das aus zwei Teilflächen bestehende Naturschutzgebiet liegt nördlich von Stackelitz, einem Ortsteil von Coswig (Anhalt) im Naturpark Fläming. Es stellt einen naturnahen Traubeneichen-Buchenwald inmitten ausgedehnter Kiefernforste unter Schutz. Die Waldbestände sind Reste eines früher im Plenterbetrieb bewirtschafteten Hochwaldes. Die Buchenbestände sind teilweise bis über 150 Jahre, die Traubeneichen teilweise über 180 Jahre alt. Die Naturverjüngung der Waldbestände wurde im späteren 20. Jahrhundert durch Schirmschlag eingeleitet.
Die Krautschicht wird in der typischen Ausbildungsform des Eichen-Buchenwaldes u. a. durch Hainrispengras, Fingersegge und Pillensegge gebildet. An nährstoffärmeren Standorten wachsen Heidel- und Preiselbeere, in nährstoffreicheren Buchenwäldern Nickendes Perlgras, Waldreitgras, Kleines Immergrün, Waldgerste und Waldmeister.
Das Naturschutzgebiet ist u. a. Lebensraum für Schwarzspecht, Hohltaube, Kolkrabe und Waldlaubsänger. Kleine Wassertümpfel werden von der Erdkröte als Laichgebiet genutzt.
Das Naturschutzgebiet ist nahezu vollständig von weiteren Wäldern umgeben. Die östliche Teilfläche grenzt im Osten an die Landesstraße 120 zwischen Stackelitz und Medewitz (auf Brandenburger Gebiet Landesstraße 841).